# Mirko Braun
Mirko Braun (Hrvatska Dubica, 20. kolovoza 1942. – Zagreb, 22. ožujka 2004.) bio je hrvatski nogometaš, poznat je pod nadimkom "Charlie". Otac Dinamova nogometaša iz zlatne generacije 1980-ih Davora Brauna.

## Životopis
Rođen je u Hrvatskoj Dubici 1942. godine. Potomak je doseljenika iz Tirola. Igrao za Unu iz Hrvatske Dubice. Bio je vrstan obrambeni igrač, pokazivao je odlike vođe, bio je sklon šalama. Na utakmici u Bjelovaru uočili su ga Dinamovi skauti. U NK Dinamo Zagreb, stigao je 1959. iz Bjelovara. Tada je trener bio Márton Bukovi. Već 1961. bio je redovni član prve postave. Bio je član poznate uže obrane Dinama Škorić – Belin – Braun, te je s Dinamom nastupio i u finalu Kupa velesajamskih gradova 1962./63. protiv Valencije. U prvenstvu je iste godine s Dinamom bio doprvak i izborio sudjelovanje u Kupu pobjednika kupova za sezonu 1963./64. Te 1963. Braun je s Dinamom osvojio Kup maršala Tita, postigavši pogodak kojim je Dinamo preokrenuo u vodstvo.
Igrao je i za reprezentaciju Jugoslavije, na utakmicama protiv Švedske na kvalifikacijskoj utakmici za europsko prvenstvo te prijateljske utakmice protiv Rumunjske i Čehoslovačke.
Opisujući nogomet svog vremena, rekao je da su igrači iz Dinama i Hajduka morali biti bolji za 30 do 40 posto od igrača Crvene zvezde ili Partizana da bi ušli u reprezentaciju.
Karijeru je morao prekinuti 1966. godine u 24. godini života, zbog teške prometne nesreće, koju je doživio početkom 1964. Cijelu sezonu 1964./65. i 1965./66. oporavljao se. Pokušao se vratiti nogometu i to mu je uspjelo. 15 je puta nastupio za Dinamo sezone 1966./67. u utakmicama prve lige, ali nikad se nije vratio u svoju staru formu. 1967./68. zaigrao je na samo jednoj utakmici te se odlučio povući.
Bio je vlasnik kafića "Charlie" u središtu Zagrebu u Gajevoj ulici, koji je postao kultno mjesto okupljanja tisuća Zagrepčana.
Luka Tripković napisao je njegovu biografiju: "Čarli, život koji traje" 2009. godine.

## Vanjske poveznice
- Profil Mirka Brauna na National-Football-Teams.com  (engl.)
- Povijest Dinama  Arhivirana inačica izvorne stranice od 14. listopada 2016. (Wayback Machine) Mirko Braun
- Profil Mirka Brauna na stranicama srpske nogometne reprezentacije (srp.)
- Nogometni magazin  Arhivirana inačica izvorne stranice od 23. rujna 2016. (Wayback Machine) Preminuo Mirko Braun 'Čarli'